# مالیتسه (استان اشوی‌داشکسیه)
مالیتسه (به لهستانی: Malice) یک منطقهٔ مسکونی در لهستان است که در گمینا اوبرازوو واقع شده‌است. مالیتسه ۳۱۰ نفر جمعیت دارد.